# 亚历山大·安德烈耶维奇
亚历山大·安德烈耶维奇（1992年3月28日—），塞尔维亚足球运动员，司职中坚，效力于中超球队青岛海牛。

## 俱乐部生涯

### FK 普日布拉姆
2011年7月，安德烈耶维奇加盟普里布拉姆。2011年10月1日，他在球队主场0-3不敌布拉格斯巴达的比赛中完成了自己的俱乐部首秀，并打满全场。

### 东吉斯雷姆
2015年7月，安德烈耶维奇自由身加盟东吉斯雷姆。2015年8月15日，他在球队主场2-2战平贝尔格莱德辛德利奇的比赛中首次代表俱乐部上场，并打满全场。

### 诺维萨德无产者
2016年7月，安德烈耶维奇自由转会至诺维萨德无产者。2016年8月14日，他在球队客场1-1战平弗拉涅迪纳摩的比赛中代表球队完成首秀。2016年9月10日，他在球队客场1-1战平沙梅的比赛中攻入了他加盟后的首个联赛进球。

### 光州FC
2021年3月，安德烈耶维奇加盟光州FC。

### 青岛海牛
2023年3月，安德烈耶维奇加盟中超球会青岛海牛。 

## 荣誉
诺维萨德无产者
- 塞尔维亚甲级联赛: 2017–18 [7]